# Christine (Dakota del Nord)
Christine és una població dels Estats Units a l'estat de Dakota del Nord. Segons el cens del 2009 tenia una població d'habitants.

## Demografia
Segons el cens del 2000, Christine tenia 153 habitants, 60 habitatges, i 43 famílies. La densitat de població era de 328,2 hab./km².
Dels 60 habitatges en un 36,7% hi vivien nens de menys de 18 anys, en un 63,3% hi vivien parelles casades, en un 6,7% dones solteres, i en un 26,7% no eren unitats familiars. En el 25% dels habitatges hi vivien persones soles el 6,7% de les quals corresponia a persones de 65 anys o més que vivien soles. El nombre mitjà de persones vivint en cada habitatge era de 2,55 i el nombre mitjà de persones que vivien en cada família era de 3,07.
Per edats la població es repartia de la següent manera: un 24,2% tenia menys de 18 anys, un 8,5% entre 18 i 24, un 41,2% entre 25 i 44, un 20,3% de 45 a 60 i un 5,9% 65 anys o més.
L'edat mediana era de 37 anys. Per cada 100 dones de 18 o més anys hi havia 118,9 homes.
La renda mediana per habitatge era de 51.458$ i la renda mediana per família de 51.667$. Els homes tenien una renda mediana de 37.188$ mentre que les dones 20.000$. La renda per capita de la població era de 20.330$. Entorn del 6% de les famílies i el 7% de la població estaven per davall del llindar de pobresa.

## Poblacions més properes
El següent diagrama mostra les poblacions més properes.